# Sûre
El río Sauer (en luxemburgués y alemán) o Sûre (francés) es un río de la cuenca del Rin que discurre por Bélgica, Luxemburgo y Alemania. Es un afluente por la izquierda del río Mosela, su longitud total es de 206 km. Como curiosidad, sauer, en alemán,  y sure, en francés, significan 'aceda, ácida'.
El Sauer nace en el sureste de Bélgica, cerca de Vaux-sur-Sûre, en las Ardenas,y fluye hacia el este cruzando la frontera con Luxemburgo cerca de Martelange. Forma frontera entre Bélgica y Luxemburgo durante 13 km al norte de Martelange. Al oeste de Esch-sur-Sûre fluye hasta alacanzar un lago artificial, el lago del Sûre Superior, que da su nombre francés al municipio de Lac de la Haute-Sûre. Después de cruzar Ettelbruck y Diekirch, el Sauer forma la frontera entre Luxemburgo y Alemania durante los últimos 50 km de su curso, pasando Echternach antes de desaguar en el Mosela en Wasserbillig.
Sus principales afluentes son los ríos Wiltz, Alzette, Ernz Blanco, Ernz Negro, Our y Prüm.